# Масняк Володимир Ігорович
Масняк Володимир Ігорович (6 травня 1982, м. Броди, Львівської області, Українська РСР, СРСР — 15 травня 2024, с. Лук'янці, Харківська область, Україна) — солдат Збройних Сил України, учасник російсько-української війни, який загинув під час російського вторгнення в Україну.

## Життєпис
Володимир Масняк народився 6 травня 1982, м. Броди, Україна.
В 1988 році пішов до Бродівської школи №2.
У цивільному житті тривалий час працював у господарському відділі КНП «Бродівська ЦМЛ», виконуючи обов’язки робітника з комплексного обслуговування.
В 2023 році під час служби одружився.
З початком російського вторгнення в Україну у лютому 2022 року добровольцем став на захист України. Боровся проти держави-терориста у складі 125-ї окремої бригади територіальної оборони ЗСУ.
З серпня 2022 року в складі підрозділу виконував бойові завдання в районах бойових дій на території Донецької області. 
1 жовтня 2022 року в складі зведеної групи військовослужбовців брав участь у звільнені від окупаційних військ н.п. Торське, Донецької області.
З липня 2023 року виконував бойові завдання на території Харківської області з захисту кордону України.
10 травня 2024 року ворог розпочав стрімкий наступ вздовж усього кордону України на території Харківської області, з метою відсунення Збройних Сил України від займаних позицій.
15 травня 2024 року внаслідок завданого удару противником по позиціям підрозділу КАБом в районі с. Лук'янці, Харківська область, Володимир отримав смертельні поранення.
У травні 2024 року його поховали з усіма військовими почестями в рідному місті.
У Володимира залишилися дружина.

## Нагороди
У жовтні 2024 року відповідно до указу Президента України № №743/2024 Володимира Маснака за особисту мужність і самовідданість, виявлені у захисті державного суверенітету та територіальної цілісності України, вірність військовій присязі було посмертно відзначено державною нагородою: орденом «За мужність» III ступеня.
1. ↑  Золочів.нет (20 травня 2024). У Золочівському районі попрощалися з воїном (відео). Золочів.нет (укр.). Процитовано 30 травня 2024.
2. ↑  На Харківщині загинув Герой зі Львівщини Володимир Масняк. Варта 1 (укр.). 19 травня 2024. Процитовано 30 травня 2024.
3. ↑  УКАЗ ПРЕЗИДЕНТА УКРАЇНИ №743/2024 — Офіційне інтернет-представництво Президента України. Офіційне інтернет-представництво Президента України (ua) . Архів оригіналу за 31 березня 2025. Процитовано 9 квітня 2025.